# Juan Facundo Crisafi
Juan Facundo Crisafi (Buenos Aires, 17 giugno 2004) è un calciatore argentino, attaccante del Miramar Misiones.

## Carriera
Cresciuto nel settore giovanile del Banfield, nel settembre del 2022 è approdato in Italia fra le fila del Lamezia Terme dove ha debuttato il 30 ottobre nell'incontro di Serie D vinto 1-0 contro il San Luca. Il 28 gennaio 2023 dopo complessive 8 presenze (7 in campionato ed una nella Coppa Italia Serie D) senza reti, è stato acquistato dalla Reggina, club di Serie B, dove ha trascorso il resto della stagione principalmente con la formazione Primavera e senza nessuna presenza in partite ufficiali con la prima squadra.
Nell'estate del 2023 ha firmato un contratto con l'Arezzo, formazione militante in Serie C, con cui nella stagione 2023-2024 ha giocato 6 partite in campionato ed una partita in Coppa Italia Serie C, senza mai segnare; rimasto svincolato al termine della stagione, il 12 settembre 2024 è stato ingaggiato degli uruguaiani del Miramar Misiones, con cui nella stagione successiva ha giocato 5 partite nella prima divisione uruguaiana, senza mai segnare.

## Statistiche

### Presenze e reti nei club
Statistiche aggiornate al 29 giugno 2025.
| Stagione        | Squadra          | Campionato      | Campionato | Campionato | Coppe nazionali | Coppe nazionali | Coppe nazionali | Coppe continentali | Coppe continentali | Coppe continentali | Altre coppe | Altre coppe | Altre coppe | Totale | Totale | Totale |
| Stagione        | Squadra          | Comp            | Pres       | Reti       | Comp            | Pres            | Reti            | Comp               | Pres               | Reti               | Comp        | Pres        | Reti        | Pres   | Reti   |        |
| --------------- | ---------------- | --------------- | ---------- | ---------- | --------------- | --------------- | --------------- | ------------------ | ------------------ | ------------------ | ----------- | ----------- | ----------- | ------ | ------ | ------ |
| 2022-gen. 2023  | Lamezia Terme    | D               | 7          | 0          | CI-D            | 1               | 0               | -                  | -                  | -                  | -           | -           | -           | 8      | 0      |        |
| gen.-giu. 2023  | Reggina          | B               | 0          | 0          | CI              | 0               | 0               | -                  | -                  | -                  | -           | -           | -           | 0      | 0      |        |
| 2023-2024       | Arezzo           | C               | 6          | 0          | CI+CI-C         | 0+1             | 0               | -                  | -                  | -                  | -           | -           | -           | 7      | 0      |        |
| 2025            | Miramar Misiones | PD              | 5          | 0          | CU              | 0               | 0               | -                  | -                  | -                  | -           | -           | -           | 5      | 0      |        |
| Totale carriera | Totale carriera  | Totale carriera | 18         | 0          |                 | 2               | 0               |                    | -                  | -                  |             | -           | -           | 20     | 0      |        |